# Sunao Hozaki
Sunao Hozaki (japanisch 保﨑 淳 Hozaki Sunao; * 14. März 1987 in der Präfektur Saitama) ist ein japanischer Fußballspieler.

## Karriere
Hozaki erlernte das Fußballspielen in der Jugendmannschaft der Yokohama F. Marinos und der Universitätsmannschaft der Ryūtsū-Keizai-Universität. Seinen ersten Vertrag unterschrieb er 2009 bei Mito HollyHock. Der Verein spielte in der zweithöchsten Liga des Landes, der J2 League. Für den Verein absolvierte er 86 Ligaspiele. 2012 wechselte er zum Ligakonkurrenten Thespa Kusatsu (heute: Thespakusatsu Gunma). Für den Verein absolvierte er 35 Ligaspiele. 2014 wechselte er zum Drittligisten Zweigen Kanazawa. Für den Verein absolvierte er 29 Ligaspiele. 2015 wechselte er zum Suzuka Unlimited FC. 2016 wechselte er zum Drittligisten SC Sagamihara. Für den Verein absolvierte er 71 Ligaspiele.